# Bathyphantes gracilipes
Bathyphantes gracilipes là một loài nhện trong họ Linyphiidae.
Loài này thuộc chi Bathyphantes. Bathyphantes gracilipes được van Helsdingen miêu tả năm 1977.